# NGC 7133
NGC 7133 је ознака објекта на координатама са ректансцензијом 21h 44m 26,6s и деклинацијом + 66° 10" 6'. Открио га је Гијом Бигурдан, 18. септембра 1884. Каснијим посматрањима на том положају није уочен никакав астрономски објекат.